# Lichtensteig
Lichtensteig je obec (malé město) na východě Švýcarska v kantonu St. Gallen. Žije zde přibližně 1 900 obyvatel.

## Geografie
Lichtensteig leží na řece Thur mezi městy Wil a Wattwil. Sousedními obcemi jsou Neckertal, Bütschwil-Ganterschwil a Wattwil.
Centrum města pochází ze středověku a je nazýváno Städtli. Nejstarší domy uvnitř městských hradeb byly postaveny v první polovině 16. století.

## Historie

Letecký pohled (1946)

První písemná zmínka o Lichtensteigu pochází z roku 1228, kdy se jako opevněná ves hrabat z Toggenburgu jmenovala Liehtvnsteige. Historie Lichtensteigu je úzce spjata s historií hradu Neu-Toggenburg. V roce 1310 je poprvé zmiňován starosta z Lichtensteigu. V roce 1400 hrabě Donat Lichtensteig poprvé vydal svobodný list. Tímto a dalšími listy získal Lichtensteig městská práva a vlastní trh, vlastní správu, vlastní soud a právo razit mince. V té době mělo město 400 obyvatel. Řídila jej dvanáctičlenná rada, přičemž šest radních bylo každoročně voleno občany do zastupitelstva. Dalších šest radních jmenoval panovník. Starostu jmenoval panovník na doporučení rady. V roce 1425 je zmiňována městská škola. V roce 1435 postavil poslední hrabě z Toggenburgu v městečku kostel. Od roku 1531 do roku 1967 užívali katolíci i evangelíci stejný kostel. Po staré curyšské válce koupil v roce 1468 hrabství Toggenburg, a tedy i Lichtensteig, kníže-rabín Ulrich Rösch ze St. Gallenu. Lichtensteig se stal sídlem hofmistra knížecího opata ze St. Gallenu. Prvním fojtem byl jmenován Albrecht Miles z Lichtensteigu. V roce 1469 mu opat potvrdil listiny svobod. V Lichtensteigu sídlili až do roku 1798 zřízenci kláštera St. Gallen v Toggenburgu. V Lichtensteigu se scházela okresní rada Toggenburgu, okresní soud a válečná rada a od roku 1529 také reformační synoda poté, co se většina obyvatel v roce 1524 připojila k reformaci. V roce 1652 je poprvé doložena zmínka o střeleckém utkání v Lichtensteigu, nejstarším volném střeleckém utkání ve Švýcarsku.
Dne 1. února 1798 prohlásil poslední fojt Karl Müller-Friedberg Toggenburg za svobodný, aniž by se předtím poradil s opatem v St. Gallenu. Po tři měsíce byl Lichtensteig hlavním městem svobodného státu Toggenburg. V témže roce se městečko stalo součástí kantonu Säntis. V roce 1803 se Lichtensteig stal okresním městem v novém kantonu St. Gallen. V roce 1874 byly osady Hof, Loreto a Blatten převedeny z obce Oberhelfenschwil do Lichtensteigu.
Toggenburská dráha Wil–Ebnat zahájila provoz v roce 1870. Nádraží Lichtensteig v politické obci Wattwil se stalo dopravním uzlem po vybudování dráhy Bodensee-Toggenburg-Bahn v roce 1910.
V roce 1967 si reformovaná farnost postavila vlastní kostel, v roce 1970 ji následovala katolická farnost. Tím bylo po 430 letech ukončeno společné užívání starého kostela. Farní kostel postavený v roce 1868 byl v roce 1968 zbořen. V roce 1868 byly obě nábožensky oddělené školy spojeny v jednu školu.

## Obyvatelstvo

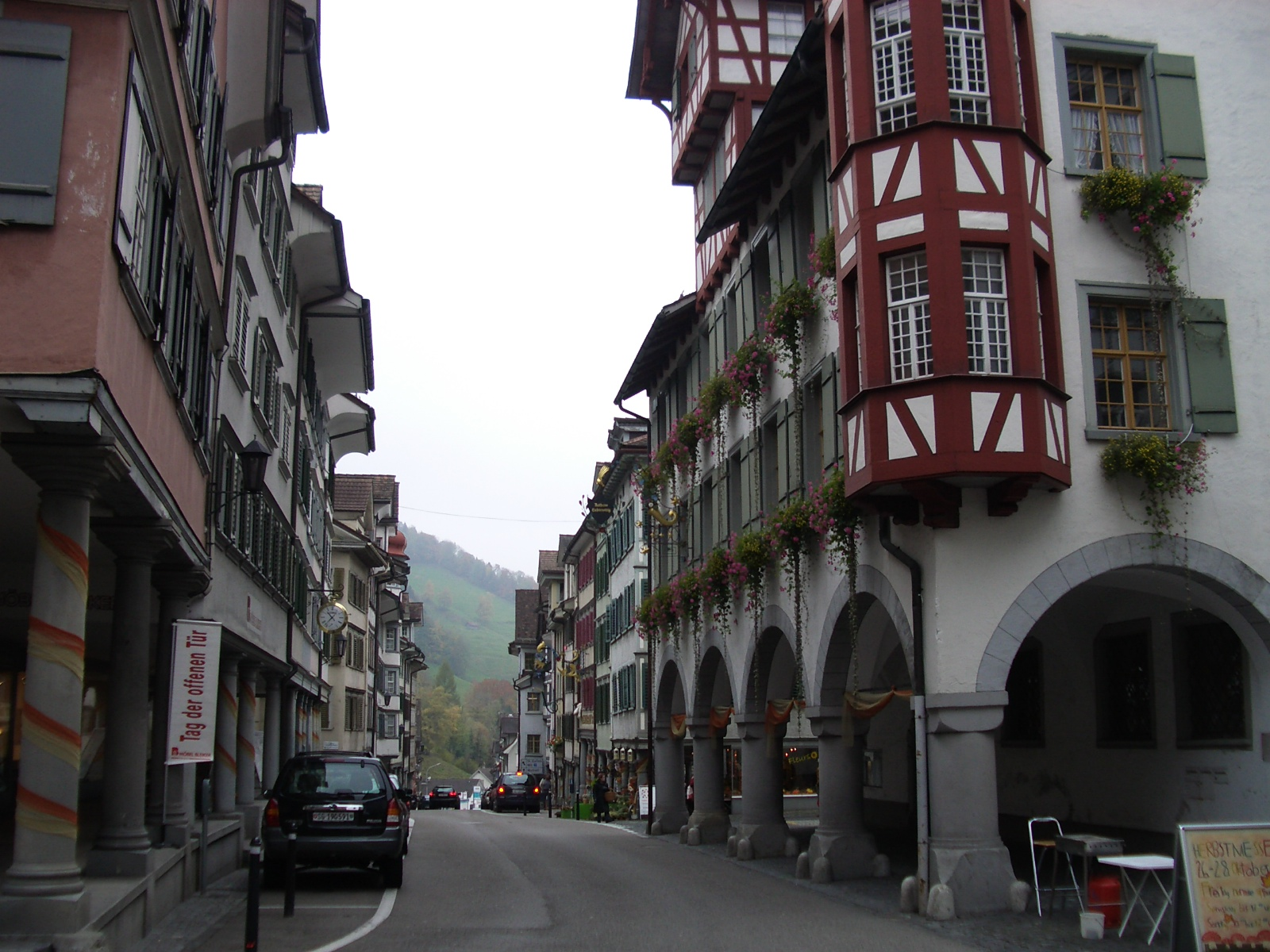
Hlavní třída Hauptgasse

| Rok            | 1910 | 1960 | 1990 | 2010 | 2019 | 2022 |
| Počet obyvatel | 1536 | 2032 | 2046 | 1924 | 1896 | 1960 |

## Doprava

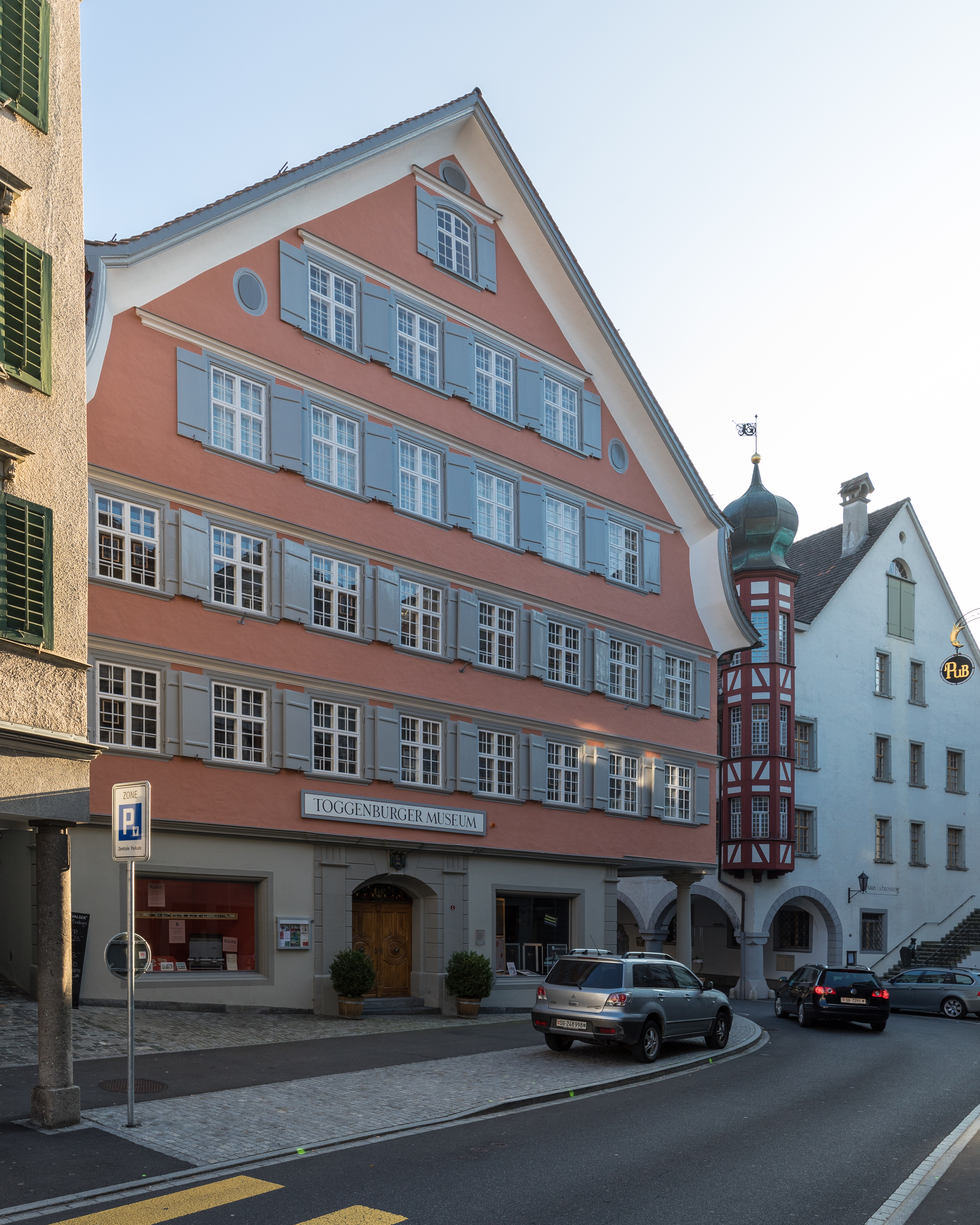
Toggenburské muzeum

Lichtensteig leží na hlavní silnici č. 16, která spojuje Wil a Wildhaus; obchvat, klasifikovaný jako rychlostní silnice, ulevuje městu od tranzitní dopravy. Leží také na hlavní silnici 8 (St. Gallen – Schwyz), a je proto výchozím bodem silnice přes průsmyk Wasserfluh do Brunnadernu v údolí Neckertal.
Od zahájení provozu Toggenburské dráhy na trati Wil – Ebnat-Kappel 24. června 1870 obsluhuje Lichtensteig železnice s nádražím umístěným v obci Wattwil. Když 1. října 1910 otevřela dráha Bodensee-Toggenburg-Bahn (BT) trať Romanshorn – St. Gallen – Wattwil, byla stanice nahrazena novou stanicí umístěnou o něco jihovýchodněji. Nádražní budova prvního nádraží se zachovala. Lichtensteig je obsluhován vlakovými linkami S2, S4 a S9 S-Bahn St. Gallen. Trať St. Gallen-Wattwil-Nesslau-Neu St. Johann s tunelem Lichtensteig-Brunnadern a stanicí Lichtensteig nyní vlastní společnost Schweizerische Südostbahn (SOB). Trať Wil-Lichtensteig patří Švýcarským spolkovým drahám (SBB).
Mezi Lichtensteigem a Ebnat-Kappel jezdí místní autobusová linka provozovaná autobusovou společností Busbetrieb Lichtensteig-Wattwil-Ebnat-Kappel (BLWE), která spojuje město s Wattwilem. Z nádraží Lichtensteig do Krinau jezdí Postbus.

## Ostatní
- Filiálka banky UBS v Lichtensteigu, založená v roce 1863 jako Toggenburger Bank, patří dnes mezi větší evropské banky.
- V Lichtensteigu je každoročně pořádán největší jazzový festival ve východní části Švýcarska.
- V září se koná v Lichtensteingu výstava švýcarských fotografií, kterou navštěvují sběratelé z celého světa.

## Osobnosti
- Jost Bürgi (1552–1632) - v roce 1620 zveřejnil první metodu o výpočtů logaritmů
- Friedrich Bernhard Jakob Lutz (1785–1861) - první vojenský lékař a politik
- Hans-Ulrich Scherrer - náčelník generálního štábu švýcarské armády (1997–2002)
- Paula Rueß (1902–1980) - německý odbojář v Résistanci